# Lene Witte
Lene Witte (født 22. december 1948 på Frederiksberg, død 3. april 2025 i Virum) var en dansk jurist, direktør og generalsekretær.
Witte, der var datter af en major, blev uddannet cand.jur. fra Københavns Universitet i 1974 og arbejdede som direktionssekretær i ISS inden hun begyndte sin karriere som embedsmand. Fra 1978 til 1991 var hun ansat i Miljøministeriet, 1983-1985 som ministersekretær og derefter som kontorchef. Her havde hun ansvaret for udarbejdelsen af verdens første samlede lov, der sikrer sundhed og miljø i forbindelse med brug af genteknologi.
I 1991 blev hun generalsekretær for WWF Verdensnaturfonden, hvor hun frem til 1995 bidrog til at gøre opmærksom på, at kampen for naturen også handler om at forhindre klimaforandringer og om at fremme biodiversiteten. Derefter blev hun afdelingschef i Kulturministeriet frem til 2000.
Hendes sidste stilling var som direktør for Gigtforeningen, som hun stod i spidsen for frem til 2015, hvor hun opsagde stillingen for at gå på pension. Da hun fratrådte fik hun af foreningens formand ros for at have omstillet foreningen til en "moderne og offensiv forening, og med hende i spidsen har gigtsagen fået en væsentlig placering i den sundhedspolitiske debat".
Sideløbende var Lene Witte engageret i en række tillidshverv, eksempelvis var hun 1997-2000 medlem af bestyrelsen for Det Danske Kulturinstitut 1997-2000, ligesom hun 2004-2007 var bestyrelsesmedlem i Institut for Miljøvurdering og 2001-2011 bestyrelsesmedlem i Dansk Selskab for Patientsikkerhed. Endelig var hun fra 2007 bestyrelsesmedlem ved Østre Gasværk Teater, fra 1996 til 2000 medlem af Nordisk Kulturfond og 2002-2004 medlem af DANIDAs styrelse.
Lene Witte var desuden ridder af 1. grad af Dannebrog.